# Trans-European Research and Education Networking Association
TERENA (ang. Trans-European Research and Education Networking Association) - stowarzyszenie utworzone w październiku 1994 roku z połączenia RARE (fr. Réseaux Associés pour la Recherche Européenne) i EARN (ang. European Academic and Research Network), zajmujące się promocją zasobów informacyjnych dla potrzeb badań naukowych i edukacji.